# Ron Howard

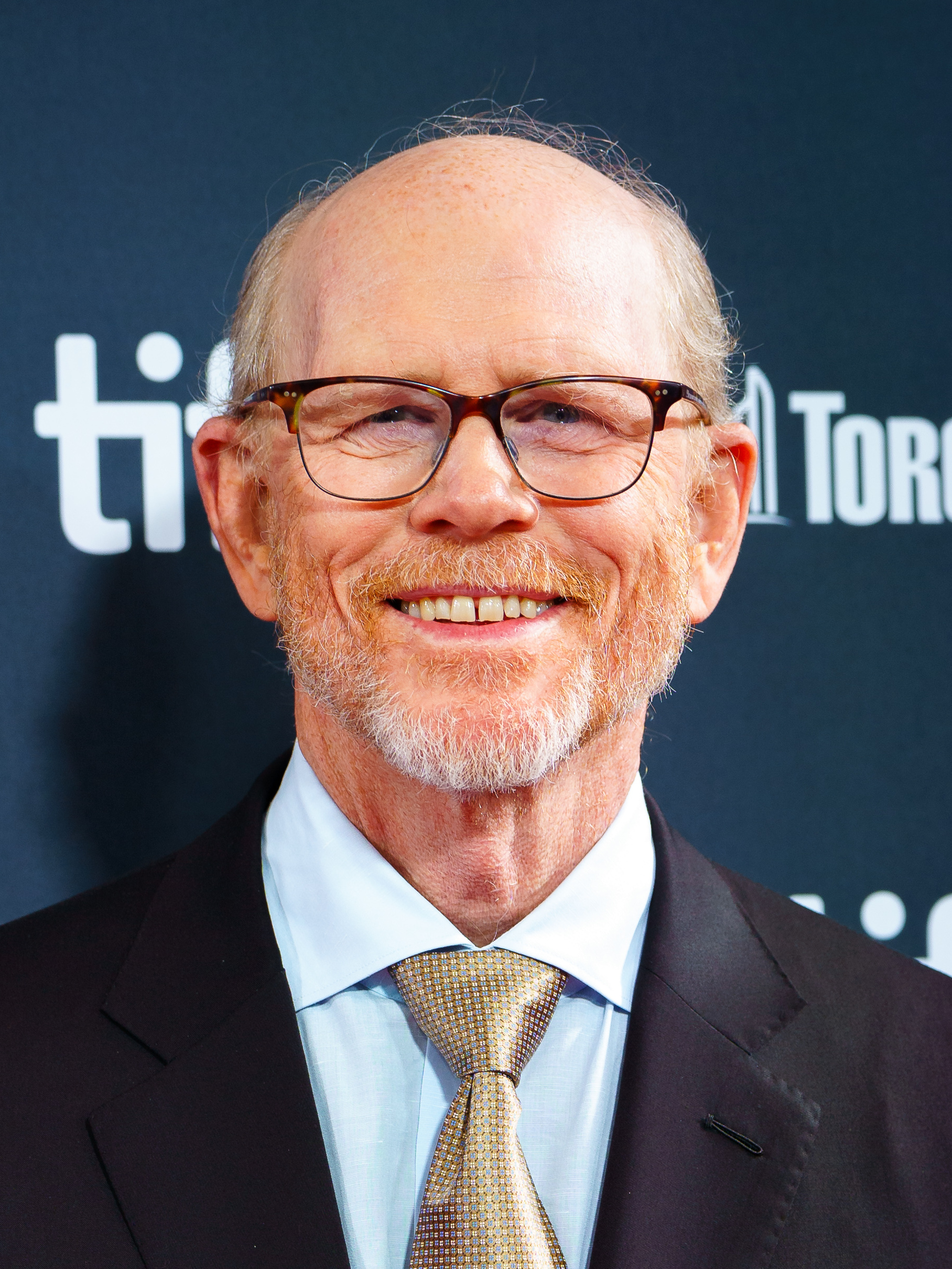
Ron Howard (2024)

Ronald William Howard (* 1. März 1954 in Duncan, Oklahoma) ist ein US-amerikanischer Schauspieler, Regisseur und Filmproduzent. Howard erreichte bereits im Jugendalter durch seine Rollen in den Fernsehserien Andy Griffith Show und Happy Days größere Bekanntheit, daneben spielte er in Kinofilmen wie American Graffiti mit. Seit Ende der 1970er-Jahre arbeitet er als Regisseur und inszenierte erfolgreiche Hollywood-Filme wie Willow, Apollo 13, Der Grinch, The Da Vinci Code und Rush – Alles für den Sieg. 2002 wurde er mit je einem Oscar in den Kategorien Beste Regie und Bester Film für seinen Film A Beautiful Mind – Genie und Wahnsinn ausgezeichnet.

## Leben
Ron Howards Vater Rance Howard (1928–2017) war deutscher Abstammung und änderte seinen Nachnamen von Beckenholdt zu Howard. Rance Howard und die Mutter Jean Speegle Howard (1927–2000) waren beide Schauspieler, die in Hollywood arbeiteten und Ron sowie seinen Bruder Clint Howard bereits in ihrer Kindheit in ersten Film- und Fernsehrollen unterbrachten. 

### Schauspielerei
Howard spielte in den 1960er-Jahren in der Fernsehserie Andy Griffith Show als Opie Taylor den Sohn von Andy Griffith; diese Serie lief im deutschsprachigen Raum zwar nie im Fernsehen, besitzt in den USA jedoch bis heute Kultstatus. Jahrelang wurde er in Vor- und Abspännen als Ronny Howard geführt, so auch in der Andy Griffith Show. Im Kino hatte Howard seinen ersten Erfolg 1973 als Schauspieler in der Rolle des Highschool-Absolventen „Steve Bolander“ in George Lucas’ Kultfilm American Graffiti. Danach spielte er ab 1974 jahrelang in der erfolgreichen Sitcom Happy Days die Figur des Protagonisten Richie Cunningham. Dazwischen hatte er 1976 eine tragende Nebenrolle in dem Western Der letzte Scharfschütze, der gleichzeitig der letzte Film des Schauspielers John Wayne war.
Nachdem seine Laufbahn als Regisseur an Fahrt gewonnen hatte, verließ Howard im Jahr 1980 die Hauptbesetzung von Happy Days und kehrte nur noch für Gastauftritte in die Serie zurück. In der 4. und 5. Staffel der Fernsehserie Arrested Development spielt Howard sich selbst, zudem ist er in der englischsprachigen Originalfassung auch als Erzählerstimme der Serie zu hören. Howard ist als Executive Producer an Arrested Development beteiligt.

### Regie
Seit früher Jugend interessierte ihn das Filmemachen. So drehte er mit Vater und Geschwistern als Schauspielern kleinere Filme, die zum Teil schon Auszeichnungen erhielten.
Seine Karriere als professioneller Regisseur begann 1977 mit der Arbeit an dem Low-Budget-Film Highway 101. Anschließend arbeitete er einige Jahre als Regisseur bei Fernsehserien. Anfang der 1980er-Jahre schaffte Howard den Durchbruch in Hollywood und führte seitdem Regie bei vielen beachteten Produktionen. 1986 gründete er zusammen mit dem Filmproduzenten Brian Grazer die Produktionsfirma Imagine Entertainment, mit der er fortan seine Filme produziert. Publikumserfolge und filmtechnische Glanzleistungen wie Splash, Willow und Backdraft begründeten seinen aktuellen Ruf als großer Hollywood-Regisseur. 
Bisheriger Höhepunkt seiner Laufbahn war 2002 der Gewinn von zwei Oscars in den Kategorien „Beste Regie“ und „Bester Film“ für A Beautiful Mind – Genie und Wahnsinn. Mit The Missing legte er einen künstlerisch beachtlichen Versuch einer Neusicht des Western-Genres vor, der zugleich realistisch und beunruhigend wirkt. Sein Bruder Clint Howard ist häufig in einer Nebenrolle in seinen Filmen zu sehen. 2008 zeichnete Howard für die Verfilmung von Peter Morgans Theaterstück Frost/Nixon verantwortlich mit Frank Langella in der Rolle des Richard Nixon und Michael Sheen als Fernsehmoderator David Frost. Das Drama brachte ihm erneut Regie-Nominierungen für den Golden Globe Award und Oscar ein. Weitere Filmprojekte folgten, darunter auch weitere Literaturverfilmungen. Im Juni 2017 übernahm er inmitten der Dreharbeiten die Regie von Solo: A Star Wars Story, der 2018 veröffentlicht wurde.
Seit dem Film Nightshift – Das Leichenhaus flippt völlig aus arbeitet er beinahe ausschließlich mit dem Filmeditor Mike Hill und dessen Kollegen Daniel P. Hanley zusammen. Als regelmäßiger Kameramann kommt seit 2003 Salvatore Totino zum Einsatz.

### Privates
Howard ist seit 1975 mit der Schriftstellerin Cheryl Howard verheiratet, zusammen haben sie vier Kinder. Seine Tochter Bryce Dallas Howard ist ebenfalls Filmschauspielerin und Regisseurin.

## Filmografie

### Regie
- 1977: Highway 101 – Vollgas bis die Fetzen fliegen (Grand Theft Auto)
- 1980: Julie erobert den Himmel (Skyward)
- 1981: Das Geheimnis der Pyramide (Through the Magic Pyramid)
- 1982: Nightshift – Das Leichenhaus flippt völlig aus (Night Shift)
- 1984: Splash – Eine Jungfrau am Haken (Splash)
- 1985: Cocoon
- 1985: Gung Ho
- 1988: Willow
- 1989: Eine Wahnsinnsfamilie (Parenthood)
- 1991: Backdraft – Männer, die durchs Feuer gehen (Backdraft)
- 1992: In einem fernen Land (Far and Away)
- 1994: Schlagzeilen (The Paper)
- 1995: Apollo 13
- 1996: Kopfgeld – Einer wird bezahlen (Ransom)
- 1999: EDtv
- 2000: Der Grinch (How the Grinch Stole Christmas)
- 2001: A Beautiful Mind – Genie und Wahnsinn (A Beautiful Mind)
- 2003: The Missing
- 2005: Das Comeback (Cinderella Man)
- 2006: The Da Vinci Code – Sakrileg (The Da Vinci Code)
- 2008: Frost/Nixon
- 2009: Illuminati (Angels & Demons)
- 2010: Dickste Freunde (The Dilemma)
- 2013: Rush – Alles für den Sieg (Rush)
- 2013: Made in America (Dokumentarfilm)
- 2015: Im Herzen der See (In the Heart of the Sea)
- 2016: Inferno
- 2016: The Beatles: Eight Days a Week – The Touring Years (Dokumentarfilm)
- 2017: Genius (Fernsehserie)
- 2018: Solo: A Star Wars Story
- 2019: Pavarotti (Dokumentarfilm)
- 2020: Rebuilding Paradise (Dokumentarfilm)
- 2020: Hillbilly-Elegie (Hillbilly Elegy)
- 2022: Dreizehn Leben (Thirteen Lives)
- 2024: Jim Henson: Ein Mann voller Ideen (Dokumentarfilm)
- 2024: Eden

### Darsteller
- 1959: Die Reise (The Journey)
- 1960–1968: Andy Griffith Show (The Andy Griffith Show; Fernsehserie, 225 Folgen)
- 1961: Vater ist nicht verheiratet (The Courtship of Eddie’s Father) – Regie: Vincente Minnelli
- 1961: Noch fünf Minuten zu leben (Five Minutes to Live)
- 1962: Music Man (The Music Man)
- 1965: Village of the Giants
- 1969: Planet der Giganten (Land of the Giants, Fernsehserie, 1 Episode)
- 1970: Rauhes Land (The Wild Country) – Regie: Robert Totten
- 1970: Smoke – sein bester Freund (Smoke) – Regie: Vincent McEveety
- 1971–1972: The Smith Family (Fernsehserie, 39 Folgen)
- 1972: Bonanza (Fernsehserie, Folge The Initiation)
- 1973: M*A*S*H (Fernsehserie, Folge Sometimes You Hear the Bullet)
- 1973: American Graffiti
- 1973: Schönen Muttertag – Dein George (Happy Mother’s Day Love George) – Regie: Darren McGavin
- 1974: Die Waltons (The Waltons, Fernsehserie, Folge Nur noch ein Jahr)
- 1974: Vier Vögel am Galgen (The Spikes Gang)
- 1974: Aufbruch ins Glück (The Migrants) – Regie: Tom Gries
- 1974: Der Tag, an dem die Heuschrecken kamen (Locusts) – Regie: Richard T. Heffron
- 1974–1980, 1983, 1984: Happy Days (Fernsehserie, 170 Folgen)
- 1975: Huckleberry Finn (Fernsehfilm) – Regie: Robert Totten
- 1975: Friß meinen Staub (Eat My Dust) – Regie: Charles B. Griffith
- 1976: Der letzte Scharfschütze (The Shootist)
- 1977: Highway 101 – Vollgas bis die Fetzen fliegen (Grand Theft Auto) – Regie: Ron Howard
- 1979: The Party is over… Die Fortsetzung von American Graffiti (More American Graffiti)
- 1980: Act of Love – Regie: Jud Taylor
- 1981: Bitter Harvest – Regie: Roger Young
- 1981: Fire on the Mountain – Regie: Donald Wrye
- 1982: Happy Days: Fonzie und die Rock-Röhre (Happy Days) – Regie: Jerry Paris
- 1982: Happy Days: Fonzie in Hollywood (Happy Days: Hollywood) – Regie: Jerry Paris
- 2003–2019: Arrested Development (Fernsehserie, 84 Folgen; als Erzählerstimme)
- 2024: Only Murders in the Building (Fernsehserie, Folge 4x09)

### Produzent (Auswahl)
- 1980: Die schönen Morde des Eric Binford (Fade to Black) – Regie: Vernon Zimmermann
- 1988: Vibes – Die übersinnliche Jagd nach der glühenden Pyramide (Vibes) – Regie: Ken Kwapis
- 1990: So ein Satansbraten (Problem Child) – Regie: Dennis Dugan
- 1992: In einem fernen Land (Far and Away) – Regie: Ron Howard
- 1996: Die Kammer (The Chamber) – Regie: James Foley
- 1997: Die Abbotts – Wenn Haß die Liebe tötet (Inventing the Abbotts) – Regie: Pat O’Connor
- 1998: From the Earth to the Moon (Miniserie)
- 1999: Beyond the Mat – Regie: Barry W. Blaustein
- 2001: D-Tox – Im Auge der Angst (Eye See You) – Regie: Jim Gillespie
- 2001: A Beautiful Mind – Genie und Wahnsinn (A Beautiful Mind) – Regie: Ron Howard
- 2003: Arrested Development (Fernsehserie bis 2013) – auch Schöpfer des Formats
- 2004: Alamo – Der Traum, das Schicksal, die Legende (The Alamo) – Regie: John Lee Hancock
- 2004: Inside Deep Throat – Regie: Fenton Bailey, Randy Barbato
- 2008: Der fremde Sohn (Changeling) – Regie: Clint Eastwood
- 2011: Cowboys & Aliens – Regie: Jon Favreau
- 2011: J. Edgar – Regie: Clint Eastwood
- 2015: Im Herzen der See (In the Heart of the Sea) – Regie: Ron Howard
- 2017: Der Dunkle Turm (The Dark Tower) – Regie: Nikolaj Arcel
- 2017: Barry Seal: Only in America (American Made) – Regie: Doug Liman
- 2020: Hillbilly-Elegie (Hillbilly Elegy)
- 2021: Tick, Tick… Boom!
- 2024: Eden

Hinzu kommt die Jugendserie Happy Days von 1974 bis 1980 und eine Reihe von Cameo-Auftritten in seinen Regie-Filmen sowie mehrere Auftritte in der Zeichentrickserie Die Simpsons.

## Auszeichnungen und Nominierungen
| Platz | Film                                  |
| ----- | ------------------------------------- |
| 142   | A Beautiful Mind – Genie und Wahnsinn |
| 204   | Rush – Alles für den Sieg             |

### Oscars
- 2002: Beste Regie in A Beautiful Mind – Genie und Wahnsinn
- 2002: Bester Film für A Beautiful Mind – Genie und Wahnsinn

Nominierungen:
- 2009: Beste Regie in Frost/Nixon
- 2009: Bester Film für Frost/Nixon

### Golden Globe Award
- 1978: Bester Schauspieler in einem Musical oder Comedy-Serie in Happy Days (gemeinsam mit Henry Winkler)

Nominierungen:
- 1977: Bester Nebendarsteller in Der letzte Scharfschütze
- 1996: Beste Regie für Apollo 13
- 2002: Beste Regie für A Beautiful Mind – Genie und Wahnsinn
- 2009: Beste Regie für Frost/Nixon

### Emmy Award
- 1998: Outstanding Miniseries für From the Earth to the Moon

Nominierungen:
- 1982: Outstanding Children’s Program für Through the Magic Pyramid
- 1999: Outstanding Animated Program (For Programming One Hour or Less) für Hausmeister Stubbs
- 2004: Outstanding Comedy Series für Arrested Development
- 2005: Outstanding Comedy Series für Arrested Development
- 2006: Outstanding Comedy Series für Arrested Development

### Goldene Himbeere
Nominierungen:
- 2007: Schlechteste Regie in The Da Vinci Code – Sakrileg
- 2021: Schlechteste Regie in Hillbilly-Elegie